# 靜岡縣道17號沼津土肥線
靜岡縣道17號沼津土肥線（日语：静岡県道17号沼津土肥線）是一條連接靜岡縣沼津市與伊豆市的縣道（主要地方道）。

## 簡介

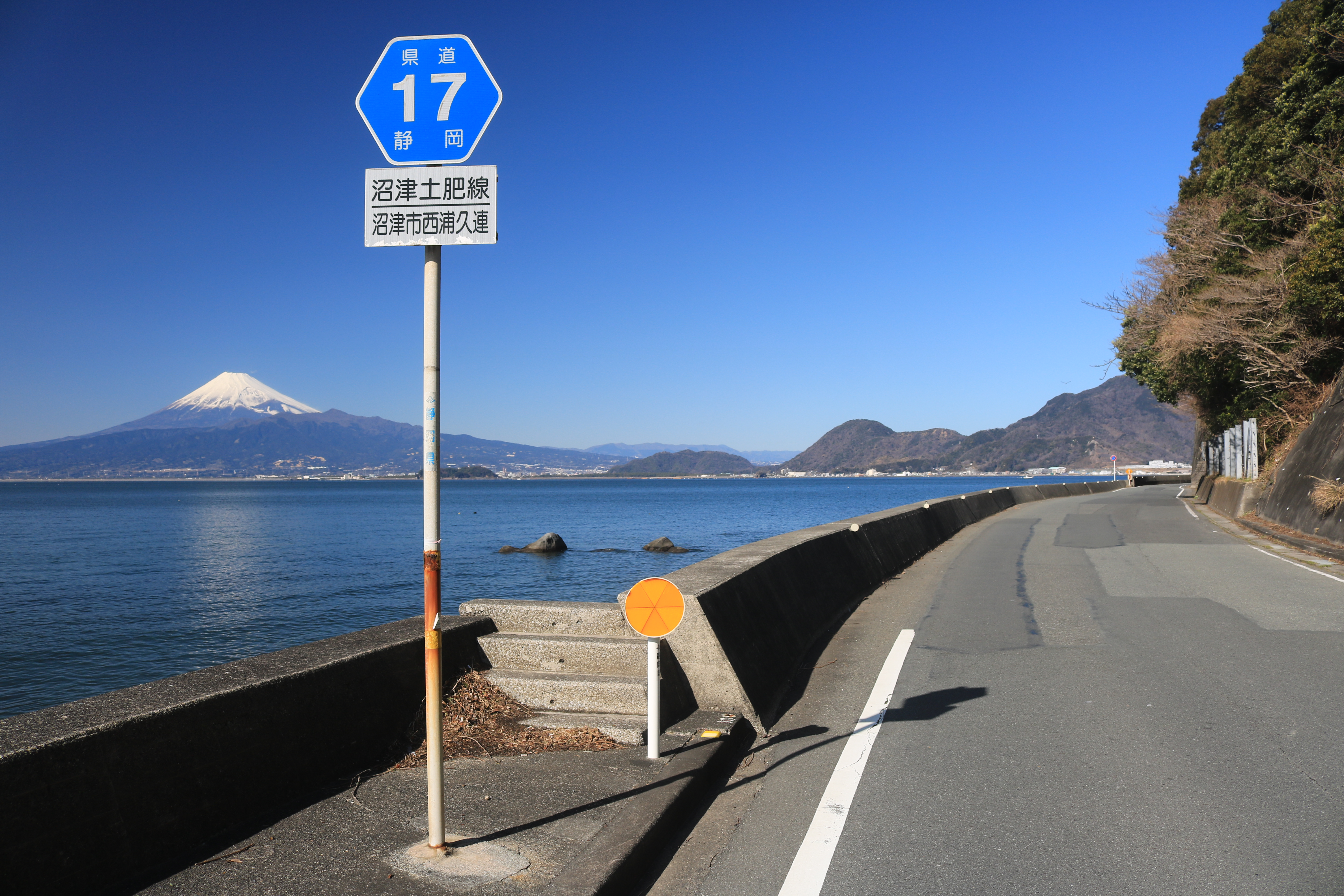
在通過駿河灣沿岸的靜岡縣道17號沼津土肥線眺望遠處的富士山，攝於沼津市西浦久連

### 路線數據
- 起点：沼津市三枚橋町（靜岡縣道380號富士清水線交點、三園橋交叉點）
- 終点：伊豆市土肥（國道136號交點、土肥中浜交叉點）

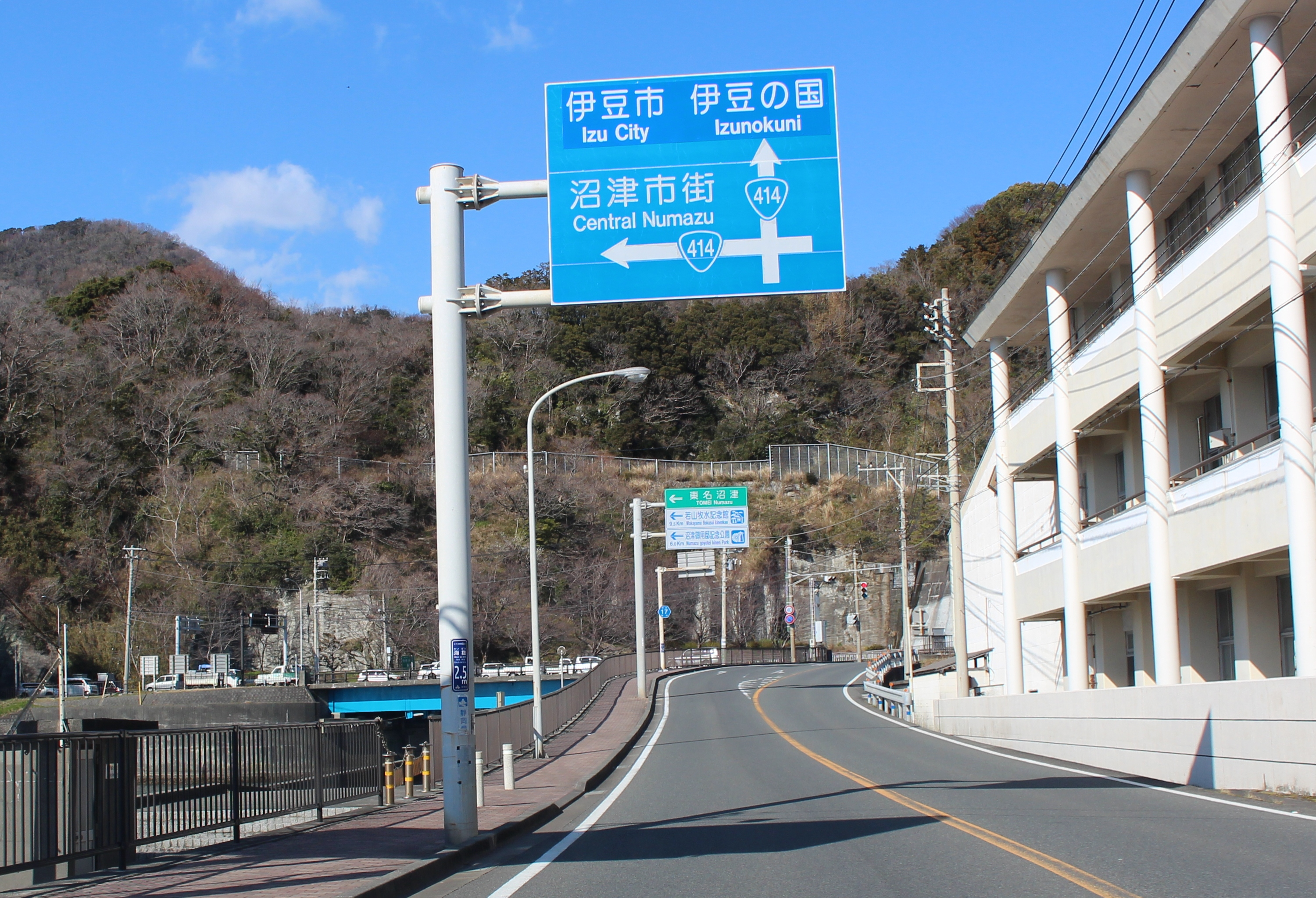
單曲區間起點：沼津市口野（國道414號交點、口野放水路交叉點）
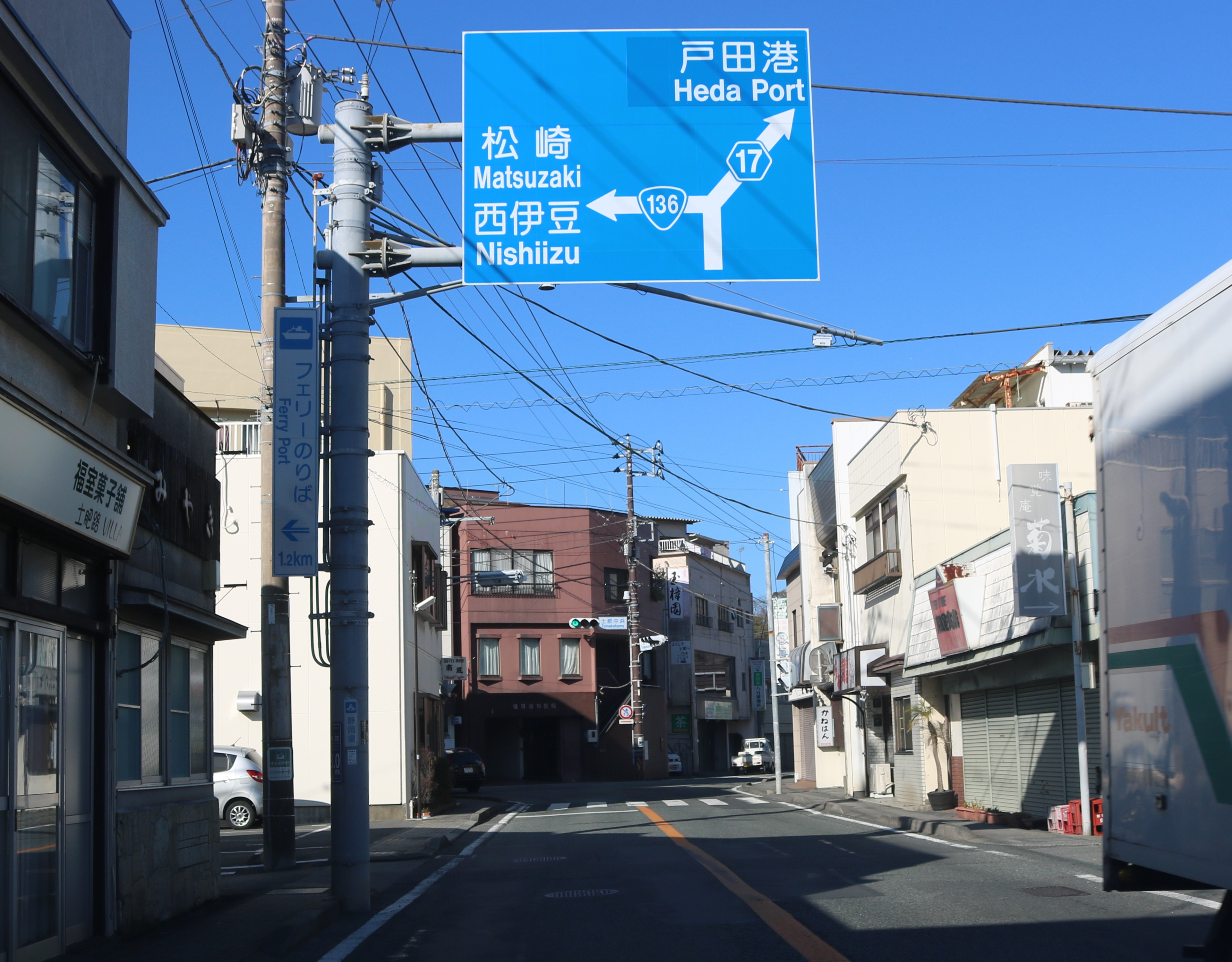
終点：伊豆市土肥（國道136號交點、土肥中濱交叉點）

## 歷史
- 1993年（平成5年）5月11日，日本建設省指定縣道沼津土肥線為主要地方道：沼津土肥線[1]。

## 路線狀況

### 重複區間
- 國道414號（沼津市三枚橋町・三園橋交差點 - 沼津市口野・口野放水路交叉點，8.7 km）
- 靜岡縣道144號下土狩德倉沼津港線（沼津市下香貫下障子・下障子交叉點 - 沼津市下香貫前原・下香貫交叉點）

## 地理

### 經由的地方自治體
- 沼津市
- 伊豆市

### 交叉道路

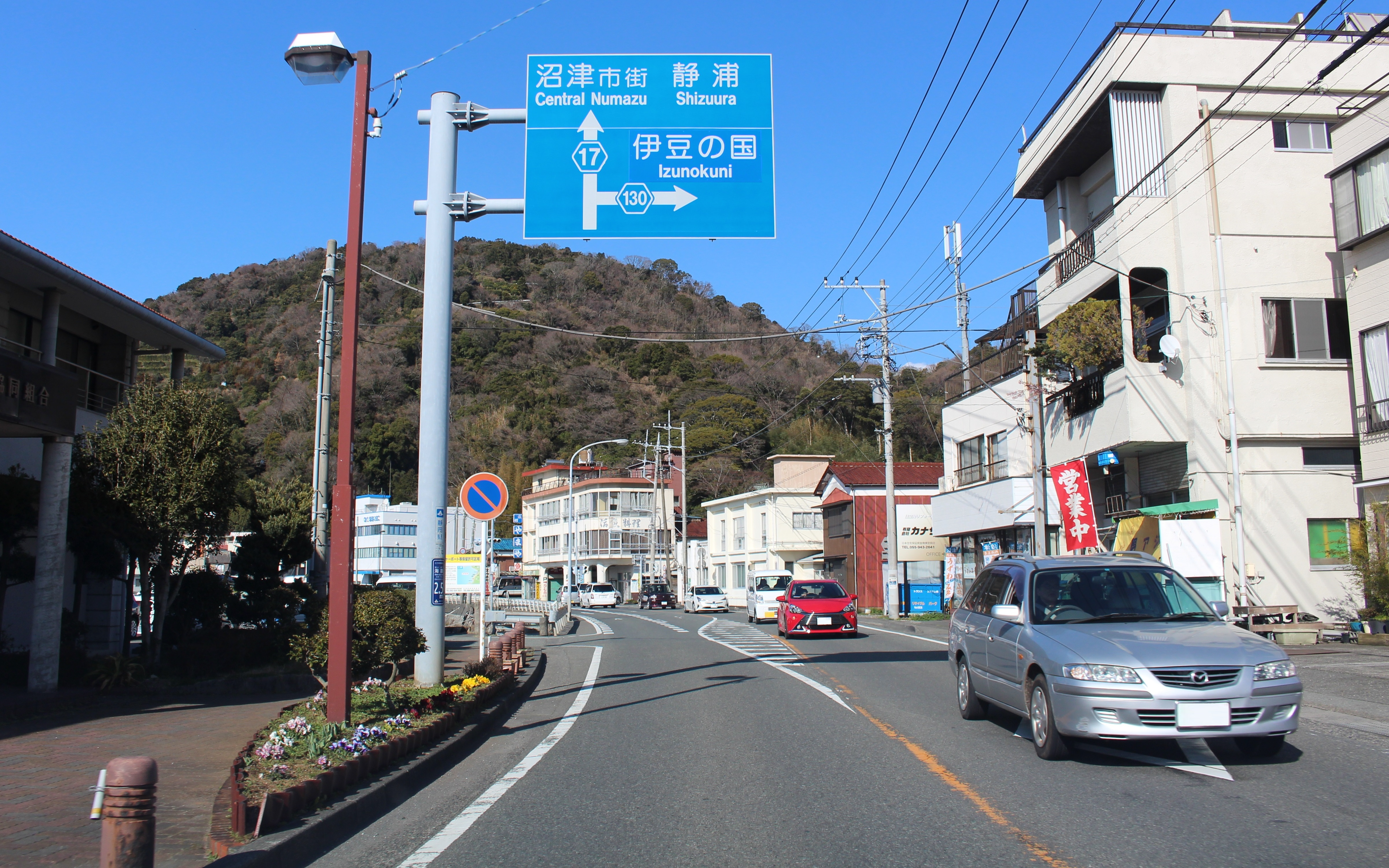
靜岡縣道130號伊豆長岡三津線（終点）的交叉點，攝於沼津市内浦三津

- 國道414號・靜岡縣道380號富士清水線（沼津市三枚橋町・三園橋交叉點、起点）
- 靜岡縣道139號原木沼津線（沼津市御幸町・沼津市役所交叉點）
- 靜岡縣道144號下土狩德倉沼津港線（沼津市下香貫下障子・下障子交叉點）
- 靜岡縣道144號下土狩德倉沼津港線（沼津市下香貫前原・下香貫交叉點）
- 國道414號（沼津市口野・口野放水路交叉點）
- 靜岡縣道130號伊豆長岡三津線（沼津市内浦三津・三津交叉點）
- 靜岡縣道127號船原西浦高原線（沼津市西浦古宇）
- 靜岡縣道18號修善寺戶田線（沼津市戶田・戶田三差路交叉點）
- 靜岡縣道125號土肥港線（伊豆市土肥）
- 國道136號（伊豆市土肥・土肥中濱交叉點、終点）

### 沿線部分設施
- 重寺港
- 淡島海洋公園
- 三津郵政局
- 内浦漁港
- 安田屋旅馆
- 伊豆三津海洋樂園
- 長濱城 (伊豆國)
- 沼津市立长井崎小中一贯学校
- 沼津西浦郵政局
- 足保港
- 大瀨崎
- 戶田漁港
- 戶田温泉
- 土肥温泉

## 關聯項目
- 静岡縣縣道列表

## 外部鏈接
- 靜岡縣/交通基盤部 （页面存档备份，存于）